# BBC Sul

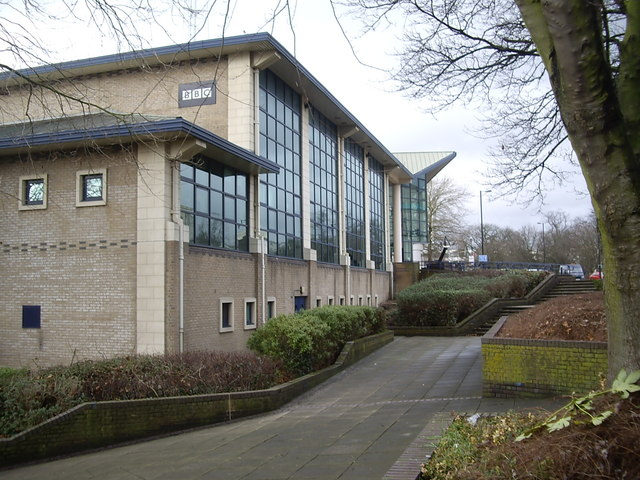
BBC Sul, Southampton

BBC Sul é o canal da BBC regional, que serve as áreas West Sussex, Hampshire e a Ilha de Wight, Dorset, Berkshire, Oxfordshire e boa parte de Buckinghamshire e Wiltshire. O centro de operações regionais da BBC Sul é sediado em Southampton, tendo também estúdios de rádio e televisão em Oxford, Brighton, Portsmouth e Reading.